# Isabelle Haak

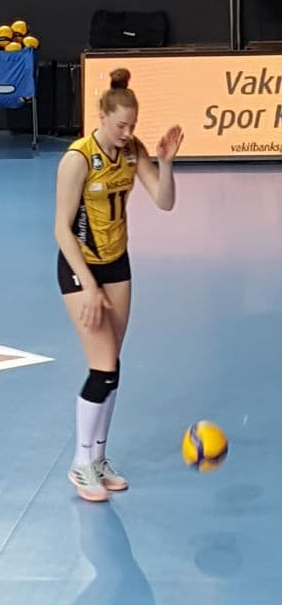
Isabelle Haak zawodniczką VakıfBanku SK w sezonie 2021/2022

Isabelle Haak (ur. 11 lipca 1999 w Lund) – szwedzka siatkarka, reprezentantka kraju, grająca na pozycji atakującej.
Jej ojciec jest Francuzem a matka Szwedką. Jej starsza siostra Anna, również jest siatkarką.
10 maja 2014 roku w wieku 15 lat zadebiutowała w seniorskiej reprezentacji Szwecji. 

## Sukcesy klubowe
NEVZA U-19:
- 2014, 2015[5]

Mistrzostwo Szwecji:
- 2015, 2016

Klubowe Mistrzostwa Świata:
- 2021, 2022[6], 2024[7]
- 2019

Puchar Turcji:
- 2021, 2022[8]

Mistrzostwo Turcji:
- 2021, 2022[9]

Liga Mistrzyń:
- 2022[10], 2024[11], 2025[12]
- 2021

Superpuchar Turcji:
- 2021

Superpuchar Włoch:
- 2022[13], 2023[14], 2024[15]

Puchar Włoch:
- 2023[16], 2024[17], 2025[18]

Mistrzostwo Włoch:
- 2023[19], 2024[20], 2025[21]

## Sukcesy reprezentacyjne
Srebrna Liga Europejska:
- 2018

Złota Liga Europejska:
- 2024[22]
- 2023[23]

## Nagrody indywidualne
- 2016: MVP szwedzkiej ligi w sezonie 2015/2016
- 2019: Najlepsza atakująca Klubowych Mistrzostw Świata
- 2021: MVP i najlepsza atakująca Klubowych Mistrzostw Świata
- 2022: MVP finału Pucharu Turcji[24]
- 2022: Siatkarka roku 2022 według CEV[25]
- 2022: MVP i najlepsza atakująca Klubowych Mistrzostw Świata
- 2023: MVP finału Pucharu Włoch
- 2024: MVP Super Finału Ligi Mistrzyń
- 2024: MVP i najlepsza atakująca Klubowych Mistrzostw Świata[26]
- 2025: MVP finału Pucharu Włoch[27]
- 2025: MVP turnieju finałowego Ligi Mistrzyń